# Rajae Benchemsi
Rajae Benchemsi, née en 1958 à Meknès, est une écrivaine marocaine. 

## Biographie
Après une licence de lettres au Maroc, Rajae Benchemsi prolonge ses études à Paris, par un doctorat de philosophie et consacre une thèse à Maurice Blanchot. Elle revient ensuite s'installer à Marrakech et enseigne à l'Ecole normale supérieure de cette ville. Elle anime également une chronique littéraire et de critique d'art à la télévision marocaine. Elle épouse en 1990 le peintre Farid Belkahia avec qui elle publie en 1997, au Maroc, un recueil de poésie. Puis elle publie en France Fracture du désir, un recueil de six nouvelles, chez Actes Sud en 1998, suivi d'autres romans, où elle s'intéresse notamment aux thèmes du mariage des cultures entre occident et orient, du soufisme, de l'Islam et du plaisir,. En 2012, elle consacre également un ouvrage à l’œuvre de son mari, qui meurt deux ans plus tard, en 2014.

## Principales publications
- (en collaboration avec Farid Belkahia Parole de Nuit, Rabat (Maroc), Éditions Marsam, 1997 (ISBN 9981-9723-7-1).
- Fracture du désir : récits, Arles, Actes Sud, 1999, 139 p. (ISBN 2-7427-2161-4)[1].
- La controverse des temps : roman, Paris, Sabine Wespieser éditeur, 2006, 233 p. (ISBN 2-84805-041-1).
- Marrakech, lumière d'exil : roman, Paris, Sabine Wespieser éditeur, 2003, 197 p. (ISBN 2-84805-006-3)[4].
- Houda et Taqi, Sabine Wespieser éditeur, 2006.
- Sur mes traces, Éditions Marsam, 2012, 60 p. (ISBN 978-9954-21-272-1 et 9954-21-272-8).
- Farid Belkahia. L'intuition créatrice, Éditions Marsam, 2012 (ISBN 978-9954-21-275-2 et 9954-21-275-2).

### Articles
- Tahar Ben Jelloun, « Déchirures marocaines », Le Monde,‎ 4 juin 1999 (lire en ligne).
- Rédaction Libé, « Rajae Benchemsi. Marrakech, Lumière d'exil », Libération,‎ 16 janvier 2003 (lire en ligne).